# Erłan Abdyłdajew
Erłan Bekeszowicz Abdyłdajew (kirg. i ros. Эрлан Бекешович Абдылдаев, ur. 21 lipca 1966 w Ałma-Acie) – kirgiski dyplomata, minister spraw zagranicznych od 2012 roku, ambasador w ChRL w latach 2001–2005.

## Życiorys
Absolwent Moskiewskiego Państwowego Instytutu Stosunków Międzynarodowych (MGIMO) w 1989 roku. W tym samym roku rozpoczął pracę jako sekretarz w Ministerstwie Spraw Zagranicznych ZSRR. W latach 1989–1994 był attaché i trzecim sekretarzem w ambasadzie ZSRR (później Federacji Rosyjskiej) w Chińskiej Republice Ludowej. W latach 1994–1997 pełnił funkcję konsultanta-eksperta w międzynarodowym departamencie administracji prezydenta Kirgistanu, a w latach 1997–1998 był zastępcą dyrektora pierwszego departamentu politycznego MSZ Kirgistanu.
W 1998 roku został mianowany pierwszym wiceministrem spraw zagranicznych. Funkcję tę pełnił do 2001 roku, gdy został ambasadorem Kirgistanu w Chińskiej Republice Ludowej z akredytacją w Mongolii, Singapurze i Tajlandii. W latach 2005–2007 był ekspertem w Instytucie Polityki Publicznej, a w latach 2007–2012 pełnił funkcję dyrektora kirgiskiego oddziału Institute for War and Peace Reporting. 6 września 2012 roku zastąpił Rusłana Kazakbajewa na stanowisku ministra spraw zagranicznych. W październiku 2012 roku został honorowym członkiem stowarzyszenia absolwentów MGIMO.
Włada czterema językami: kirgiskim, rosyjskim, angielskim i chińskim. Jest żonaty, ma dwoje dzieci. Jego ojcem był Bekesz Abdyłdajew, kirgiski reżyser filmowy, odznaczony tytułem Zasłużonego Działacza Sztuk Kirgiskiej SRR.
Odznaczony rosyjskim Orderem Przyjaźni (2017).